# Турач камерунський
Тура́ч камерунський (Pternistis camerunensis) — вид куроподібних птахів родини фазанових (Phasianidae). Ендемік Камеруну.

## Опис
Довжина птаха становить 33 см, вага 510 г. Самці є дещо більшими за самиць. Виду притаманний статевий диморфізм. У самців голова, шия і верхня частина спини сірі, спина коричнева. Груди і живіт сірі, поцятковані бурими плямками, на животі вони більші. Крила і хвіст коричневі. У самиць груди чорні з двома попелястими смугами, боки поцятковані коричневими, сірими, чорними і попелястими плямами неправильної форми, живіт сірувато-бурий, покривні пера хвоста коричневі. Забарвлення молодих птахів подібне до забарвлення самиць, однак нижня частина тіла у них смугаста, а не плямиста.

## Поширення і екологія
Камерунські турачі живуть на південно-східних і північно-східних схилах гори Камерун. Їх ареал обмежується територією площею приблизно 200 км². Вони живуть в густому підліску вологих гірських тропічних лісів і на галявинах, на висоті від 850 до 2100 м над рівнем моря. Живляться ягодами, насінням трав і комахами. Гніздування припадає на сухий сезон з жовтня по грудень.

## Збереження
МСОП класифікує цей вид як такий, що перебуває під загрозою зникнення. За оцінками дослідників, популяція камерунських турачів становить від 1000 до 2500 птахів. Їм загрожують регулярні лісові пожежі, спричинені людьми.